# Giro della Provincia di Reggio Calabria 1982
Il Giro della Provincia di Reggio Calabria 1982, quarantatreesima edizione della corsa, si svolse il 28 marzo 1982 su un percorso di 251,8 km, con partenza e arrivo a Reggio Calabria. La vittoria fu appannaggio dell'italiano Riccardo Magrini, che completò il percorso in 7h12'53", alla media di 34,901 km/h, precedendo l'australiano Michael Wilson e il connazionale Giuseppe Martinelli.

## Ordine d'arrivo (Top 10)
| Pos. | Corridore           | Squadra                          | Tempo    |
| ---- | ------------------- | -------------------------------- | -------- |
| 1    | Riccardo Magrini    | Metauro Mobili-Pinarello         | 7h12'53" |
| 2    | Michael Wilson      | Alfa Lum                         | a 0'02"  |
| 3    | Giuseppe Martinelli | Selle San Marco-Wilier Triestina | a 0'06"  |
| 4    | Pierino Gavazzi     | Atala-Campagnolo                 | s.t.     |
| 5    | Giuseppe Petito     | Alfa Lum                         | s.t.     |
| 6    | Moreno Argentin     | Sammontana                       | s.t.     |
| 7    | Alfredo Chinetti    | Inoxpran-Pentole Posate          | s.t.     |
| 8    | Noël Dejonckheere   | Gis-Gelati                       | s.t.     |
| 9    | Luigi Ferreri       | Hoonved-Bottecchia               | s.t.     |
| 10   | Giancarlo Casiraghi | Atala-Campagnolo                 | s.t.     |